# Synapha disjuncta
Synapha disjuncta är en tvåvingeart som först beskrevs av Garrett 1925.  Synapha disjuncta ingår i släktet Synapha och familjen svampmyggor.
Artens utbredningsområde är British Columbia. Inga underarter finns listade i Catalogue of Life.